# Veulettes-sur-Mer
Veulettes-sur-Mer (1801 noch mit der Schreibweise Veulette) ist eine französische Gemeinde mit 280 Einwohnern (Stand 1. Januar 2022) im Département Seine-Maritime in der Region Normandie. Sie gehört zum Arrondissement Dieppe und zum Gemeindeverband Côte d’Albâtre.

## Geografie
Die Gemeinde Veulettes-sur-Mer liegt in der Landschaft Pays de Caux an der Alabasterküste, etwa 20 Kilometer nordöstlich der Hafenstadt Fécamp. Nachbargemeinden von Veulettes-sur-Mer sind Paluel im Nordosten, Malleville-les-Grès im Südosten, Auberville-la-Manuel im Süden sowie Saint-Martin-aux-Buneaux im Südwesten.

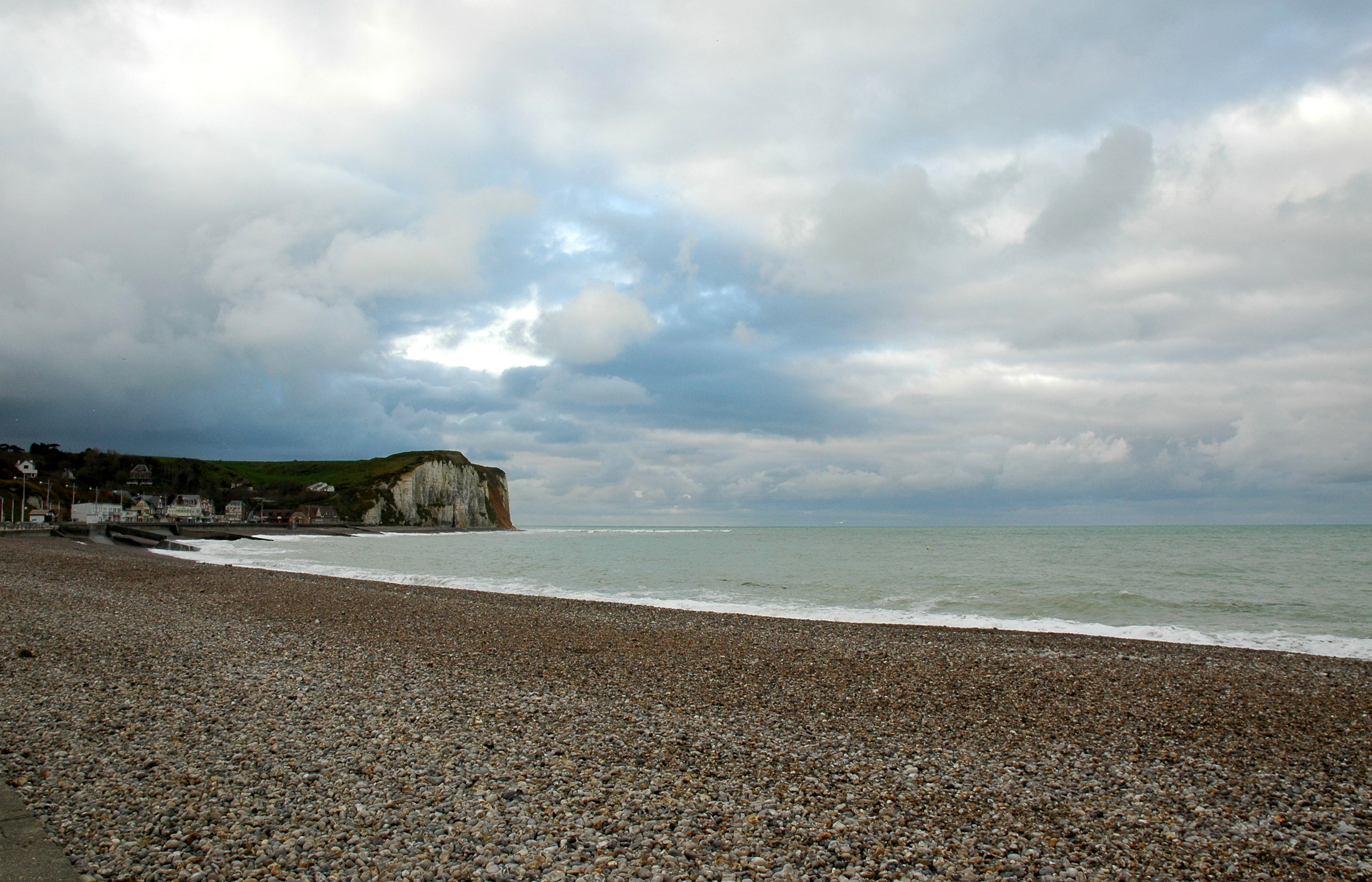
Strandabschnitt von Veulettes-sur-Mer

Die nordöstliche Grenze der Gemeinde markiert der Küstenfluss Durdent, der hier in den Ärmelkanal mündet. Am gegenüberliegenden Ufer der Durdent liegt das in die Klippen der Küste gebaute Kernkraftwerk Paluel.
Der Küstenabschnitt der Gemeinde Veulettes-sur-Mer ist größtenteils durch Steilküsten geprägt, die bis zu 70 Meter über die Brandung aufragen. Nahe der Durdentmündung besteht ein etwa 1000 Meter langer flacher Sandstrand mit der typischen touristischen Infrastruktur. Das Dorf erstreckt sich über die Hänge am Rande des Durdenttales bis zur Steilküste.
Das waldlose Hochplateau im Westen der Gemeinde wird geprägt von vier großen Windkraftanlagen.

## Geschichte
Erste Spuren einer Besiedlung im Gebiet von Veulettes-sur-Mer fanden sich in der Zeit der Kelten, die den Ort Werlestes oder Wellettes nannten. Nach der gallorömischen Zeit tauchte das Dorf im Jahr 1044 in einer Bulle Papst Benedikts IX. auf, die die Abtretung des Gebietes an die Mönche der Benediktinerabtei Saint-Ouen in Rouen bestätigte. In die erste Hälfte des 11. Jahrhunderts fallen auch die Ursprünge der Kirche Saint-Valéry.
Im 15. Jahrhundert wurde der Hafen Claquedent in Veulettes durch eine schwere Flut zerstört. Es gab Pläne Napoleons, an der Stelle einen Militärhafen gegen die englische Flotte zu errichten, die aber nie zur Ausführung kamen.
Die erste Volkszählung nach der Französischen Revolution ermittelte 442 Bewohner. Der bisherige Höchststand wurde im Jahr 1954 mit 457 Einwohnern erreicht.
Am 11. April 1937 wurde der offizielle Gemeindename von Veulettes zu Veulettes-sur-Mer geändert. Ab den 1950er Jahren wuchs, bedingt durch die Einführung des bezahlten Urlaubs und den Bau von Autobahnen und Schnellstraßen von Paris zur Küste, der Tourismus in der Gemeinde stark an.
Heute erholen sich während der Sommersaison etwa 3000 Gäste in Veulettes-sur-Mer, was die Einwohnerzahl in dieser Zeit verzehnfacht.

### Bevölkerungsentwicklung
| Jahr      | 1962 | 1968 | 1975 | 1982 | 1990 | 1999 | 2006 | 2014 | 2022 |
| --------- | ---- | ---- | ---- | ---- | ---- | ---- | ---- | ---- | ---- |
| Einwohner | 439  | 363  | 342  | 369  | 299  | 296  | 327  | 290  | 280  |

Im Jahr 1954 wurde mit 457 Bewohnern die bisher höchste Einwohnerzahl ermittelt. Die Zahlen basieren auf den Daten von cassini.ehess und INSEE.

## Sehenswürdigkeiten
- Kirche Saint-Valéry, Monument historique[5]
- Klippe Câtelier mit einem gallorömischen Oppidum und Grabhöhlen („tombeau de Gargantua“, „Grab des Gargantua“).

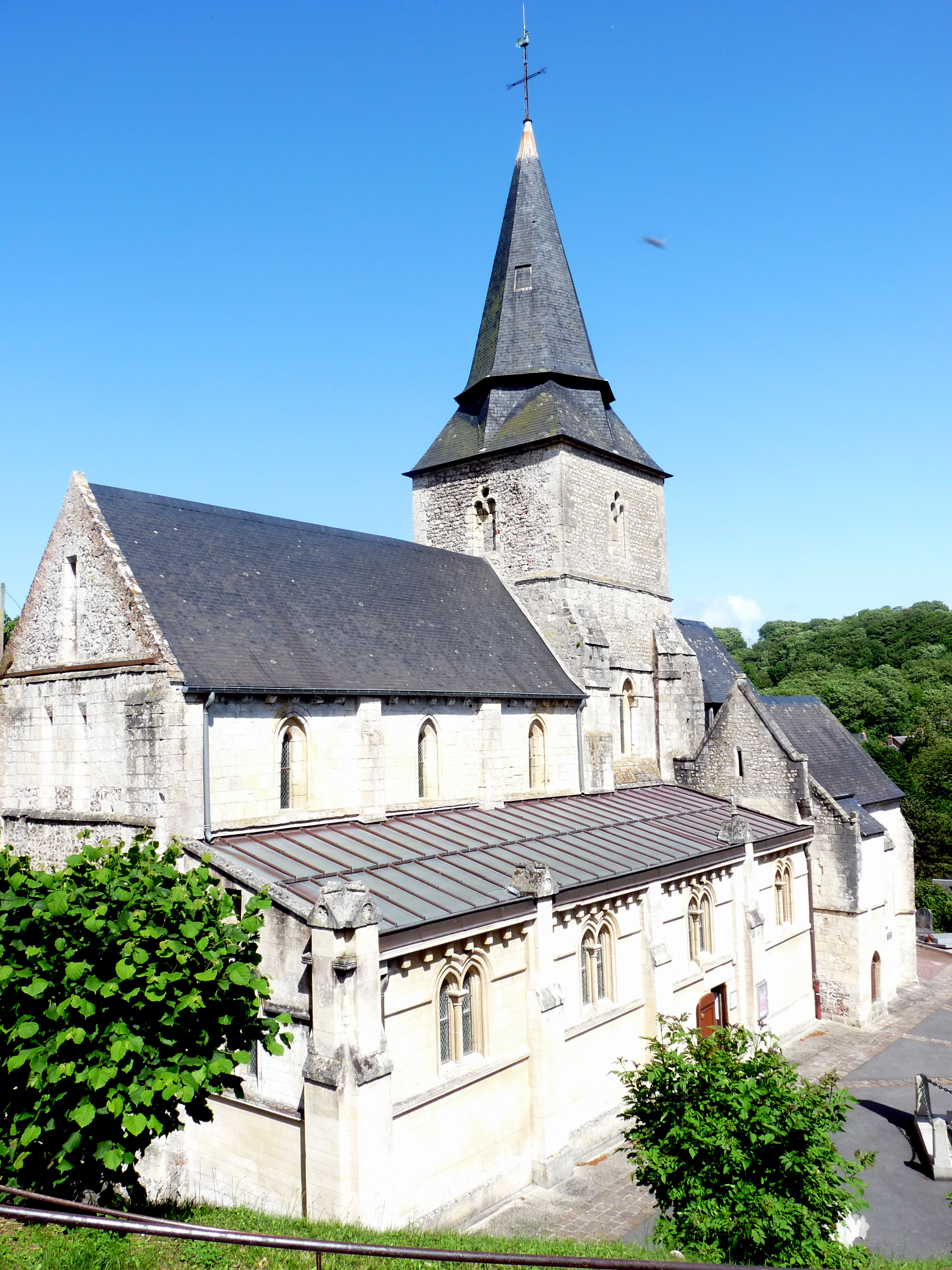
Kirche Saint-Valéry

- Kapelle am Chemin du Calvaire
- mehrere Wegkreuze

## Wirtschaft und Infrastruktur
Die Landwirtschaft spielt nur noch eine untergeordnete Rolle in der Gemeinde (es sind sechs Landwirtschaftsbetriebe ansässig, die Getreide anbauen und Pferde züchten). Die meisten Arbeitsplätze bietet der Tourismus (Hotels, Pensionen, Gastronomie, Vermietung von Ferienhäusern, Casinobetrieb).
Veulettes-sur-Mer ist durch ein gut ausgebautes Straßennetz in alle Richtungen mit den umliegenden Städten und Gemeinden verbunden. Im zehn Kilometer entfernten Saint-Valery-en-Caux bestehen Bahnverbindungen in das französische Kernland. Die 33 Kilometer südlich gelegene Stadt Yvetot ist ein Verkehrsknotenpunkt mit Autobahnanschlüssen (A29, A150).

## Persönlichkeiten
- Émile Servan-Schreiber (1888–1967), französischer Journalist und Literat, von 1947 bis 1967 Bürgermeister von Veulettes-sur-Mer, gestorben in Veulettes-sur-Mer
- Jean-Jacques Servan-Schreiber (1924–2006), französischer Journalist, Essayist, Medienmanager und Politiker, lebte lange in Veulettes-sur-Mer

## Belege
1. ↑  Ortsname auf cassini.ehess.fr
2. ↑  Geschichte des Ortes auf www.ville-veulettes-sur-mer.fr (Memento vom 14. April 2015 im Internet Archive) (französisch)
3. ↑  Veulettes-sur-Mer auf cassini.ehess
4. ↑  Veulettes-sur-Mer auf INSEE
5. ↑  Eintrag in der Base Mérimée des Kulturministeriums. Abgerufen am 6. April 2015 (französisch).
6. ↑  Landwirte auf annuaire-mairie.fr